# Deropeltis mossambica
Deropeltis mossambica es una especie de cucaracha del género Deropeltis, familia Blattidae.

## Distribución
Esta especie se encuentra en Mozambique, Tanzania y Kenia.